# Kościół św. Rocha w Wieleniu
Kościół Świętego Rocha w Wieleniu – jeden z dwóch rzymskokatolickich kościołów parafialnych należący do dekanatu Trzcianka, diecezji koszalińsko-kołobrzeskiej, metropolii szczecińsko-kamieńskiej, zlokalizowany w Wieleniu, w powiecie czarnkowsko-trzcianeckim, w województwie wielkopolskim.

## Historia
Świątynia została wybudowana w latach 1930-1932 jako kościół ewangelicki.
Fundatorem kościoła był hrabia von Schullenburg - właściciel dóbr wieleńskich. Świątynia przetrwała działania II wojny światowej i nie została zniszczona, jednakże potem jej wnętrze uległo częściowej dewastacji. W pierwszej kolejności zostały uszkodzone organy. Chłopcy wchodzili na chór świątyni i bawili się piszczałkami. Dwa razy instrument musiał być naprawiany, aby mógł być używany. Zniszczony został także napęd dzwonów. Został on zdemontowany i wraz z trzema dzwonami przewieziony został do kościoła Wniebowzięcia Matki Bożej i Świętego Michała w Wieleniu.
2 lutego 1946 kościół poświęcono na potrzeby kultu katolickiego. 

## Architektura
Jest to budowla halowa wzniesiona z cegły i otynkowana.